# 동현배
동현배(1983년 5월 3일 ~ )는 대한민국의 배우이다. 초등학교 때와 중학교 때는 전교 부회장을 했다.

## 학력
- 배영초등학교
- 의정부중학교
- 의정부고등학교
- 대진대학교 연극영화과

## 출연작

### 영화
| 연도      | 제목               | 역할              | 비고     |
| --------- | ------------------ | ----------------- | -------- |
| 2011      | 변신 이야기        | 낯선 남자         |          |
| 2006      | 화려하지 않은 고백 | 사촌 오빠         |          |
| 2008      | 잠복근무           | 윤택한            |          |
| 2010      | 대한민국 1%        | 2소대 3팀         |          |
| 2010      | 사사건건           | 윤택한            |          |
| 2012      | 마이 라띠마        | 장사장 일행 2     |          |
| 2012      | 신세계             | 경찰 2            |          |
| 2013      | 동창생             | 일진친구          |          |
| 2014      | 한공주             | 수영강사 1        |          |
| 2016      | 리딩톤             |                   |          |
| 2016      | 동호, 연수를 치다  | 도재현            |          |
| 2017      | 내게 남은 사랑을   | 조 이사           | 특별출연 |
| 2017      | 프리즌             | 홍표패거리        |          |
| 2017      | 비정규직 특수요원  | 재용              |          |
| 2018      | 박화영             | 재필              |          |
| 2018      | 데자뷰             | 김동우            |          |
| 2018      | 신 전래동화        | 설까치            | 특별출연 |
| 2018      | 기억을 만나다      | 재현              |          |
| 2019      | 사회인             | 황대성            |          |
| 2019      | 돈                 | 동명증권 1팀 신입 |          |
| 2019      | 막다른 골목의 추억 | 진성              |          |
| 2020      | 오! 문희           | 후배형사          |          |
| 2022      | 아부쟁이           | 김호걸            |          |
| 개봉 미정 | 에이아이 허        | 사채업자 보스     |          |

### 드라마
| 연도 | 제목                                                | 역할           | 비고 |
| ---- | --------------------------------------------------- | -------------- | ---- |
| 2012 | 닥치고 꽃미남 밴드                                  | 샤크파 두목    |      |
| 2012 | 홀리랜드                                            | 오민수         |      |
| 2013 | 낯선 사람                                           |                |      |
| 2015 | KBS 드라마 스페셜 - 노량진역에는 기차가 서지 않는다 | 영훈           |      |
| 2016 | 청춘시대                                            | 주방보조       |      |
| 2017 | 최고의 한방                                         | MC드릴         |      |
| 2018 | 황후의 품격                                         | 형사           |      |
| 2018 | 팩 투더 퓨쳐                                        | 연하남         |      |
| 2019 | 사회인                                              | 대성           |      |
| 2019 | 트랩                                                | 서기자         |      |
| 2020 | 루갈                                                | 이재한         |      |
| 2021 | 그래서 나는 안티팬과 결혼했다                       | 한재원         |      |
| 2021 | 미치지 않고서야                                     | 기정현         |      |
| 2023 | 조선 변호사                                         | 정우수         |      |
| 2025 | 여행을 대신해 드립니다                              | 송상훈(송피디) |      |

### 방송
- 2011년 tvN 《꽃미남 캐스팅 오! 보이》
- 2016년 KBS2 《노래싸움 - 승부》
- 2016년 MBC 에브리원 《비디오스타》 1회 2016년 7월 12일 게스트

### 연극
- 2013년 《국화꽃향기》
- 2015년 《액션스타 이성용》

## 광고
- 2019년 KT 기가지니 (with 권소현)